# Jana Ina Zarrella
Jana Ina Zarrella, também conhecida como Janaína Borba (Petrópolis, 12 de dezembro de 1976) é modelo e apresentadora de televisão brasileira, naturalizada alemã. Foi Miss Rio de Janeiro de 1997, Miss Intercontinental de 1998 e, atualmente, é apresentadora de TV na Alemanha.

## Biografia

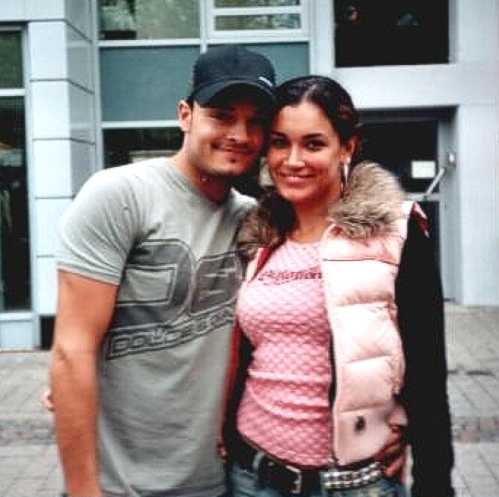
Jana Ina Zarrella com Giovanni Zarrella, seu esposo, em 2005

Janaína Vizeu Berenhauser Borba, filha de um taxista e uma vendedora, possuindo bisavó alemão. Janaína nasceu e passou parte de sua vida na cidade de Petrópolis, no estado do Rio de Janeiro. Nesta cidade iniciou estudos de danças como balé, jazz e samba. Também teve aulas de canto e cantou por 11 anos no coro Meninas Cantoras de Petrópolis.
Aos 14 anos de idade inicia-se sua carreira de modelo, um ano depois firmou contrato com agência de modelos internacional Elite Model Management através de sua filial na cidade do Rio de Janeiro, a Elite Model Brasil. Trabalhou como recepcionista do Hotel Marina Palace, na mesma cidade.
Em 1997, com o nome de Janaína Borba, tornou-se Miss Petrópolis e, posteriormente, Miss Estado do Rio de Janeiro; no mesmo ano chegou as semi-finais do Miss Brasil, sendo uma das doze finalistas. Já em 1998, diante de vinte e duas candidatas do mundo inteiro, foi eleita Miss Intercontinental ao ganhar este concurso, realizado perto de Leipzig; foi eleita também Miss Simpatia pelo mesmo concurso. Na ocasião foi oferecido a ela a oportunidade de trabalhar na Alemanha. Estudou jornalismo na Faculdades Integradas Hélio Alonso, também no Rio de Janeiro, curso que não concluiria para poder ir para a Alemanha.
Ainda em 1998, no dia 30 de junho, foi proposta para sua homenagem uma "monção de congratulações" na Assembleia Legislativa do Estado do Rio de Janeiro (ALERJ), por Janaína ter divulgado o nome do Brasil, em nível internacional, na qualidade de representante no concurso Miss Intercontinental 1998.
Em 1999 muda-se para a Alemanha, onde consolidou-se como apresentadora na TV alemã, além de participar de diversas campanhas publicitárias; tornando-se em uma celebridade local. Trabalha como apresentadora televisiva em inúmeras missões e eventos internacionais como Miss Intercontinental 2000. Janaína Berenhauser passa a adotar o nome artístico de Jana Ina, para abandonar o sobrenome alemão e apagar qualquer traço que ofuscasse seu exotismo. Passa a apresentar Giga, um programa de variedades com cinco horas de duração. Mesmo morando na Alemanha, frequentemente vem ao Brasil visitar seus familiares que ficaram na cidade de Petrópolis. Em outubro de 2002, posa para a revista masculina Playboy alemã.
Em 2004 participa do Samba in Mettmann, primeiro longa-metragem protagonizado por Jana Ina. Entre 2004 e 2006 trabalhou na subsidiária  européia da National Broadcasting Company (NBC). Em 30 de agosto de 2005 ela casa-se com o cantor ítalo-alemão Giovanni Zarrella, ex-integrante da banda Bro'Sis. O casal tem um filho, nascido em setembro de 2008, e uma filha, nascida em janeiro de 2013.
Em 2005 passa a trabalhar na emissora de TV ProSieben. Em agosto de 2008 participou do documentário Jana Ina & Giovanni - Estamos grávidas, que documentou sua gravidez e o nascimento de seu filho. Em 2009 Jana Ina fez parte da produção do programa Mister Perfect - The Men's Test. Em 2013 participou do programa televisivo Die TV total PokerStars.de-Nacht, onde é realizado um torneio de poker online, onde garantiu no duelo final com dois membros da banda The BossHoss um bônus de 50 mil euros. Em junho de 2015, ela participou do documentário Promi Shopping Queen.
Desde julho de 2017, Jana Ina é jurada na segunda temporada do programa de show de talentos alemães intitulado Curvy Supermodel, da emissora de TV RTL 2.  No mês de novembro de 2017 sua avó faleceu e dedica-lhe uma postagem de adeus no Instagram, em dezembro do mesmo ano surgiram rumores de que Jana Ina estaria novamente grávida.

## Musicas
- 2002: Yo Te Quiero
- 2003: Make My Day
- 2003: Tanze Samba mit mir (Dance Samba comigo), com Hape Kerkeling

## Filmes
- 2004: Samba in Mettmann
- 2006: Mr. Nanny (Filme de TV)

## TV
- 2004-2006: repórter da TV GIGA
- 2007: The Model and the Freak
- 2008: Jana Ina & Giovanni - Were pregnant (Jana Ina & Giovanni - Estamos grávidos)
- 2010: Jana Ina & Giovanni - Pizza, Pasta & more
- 2017: Curvy Supermodel